# Mujeres rabinas y eruditas de la Torá

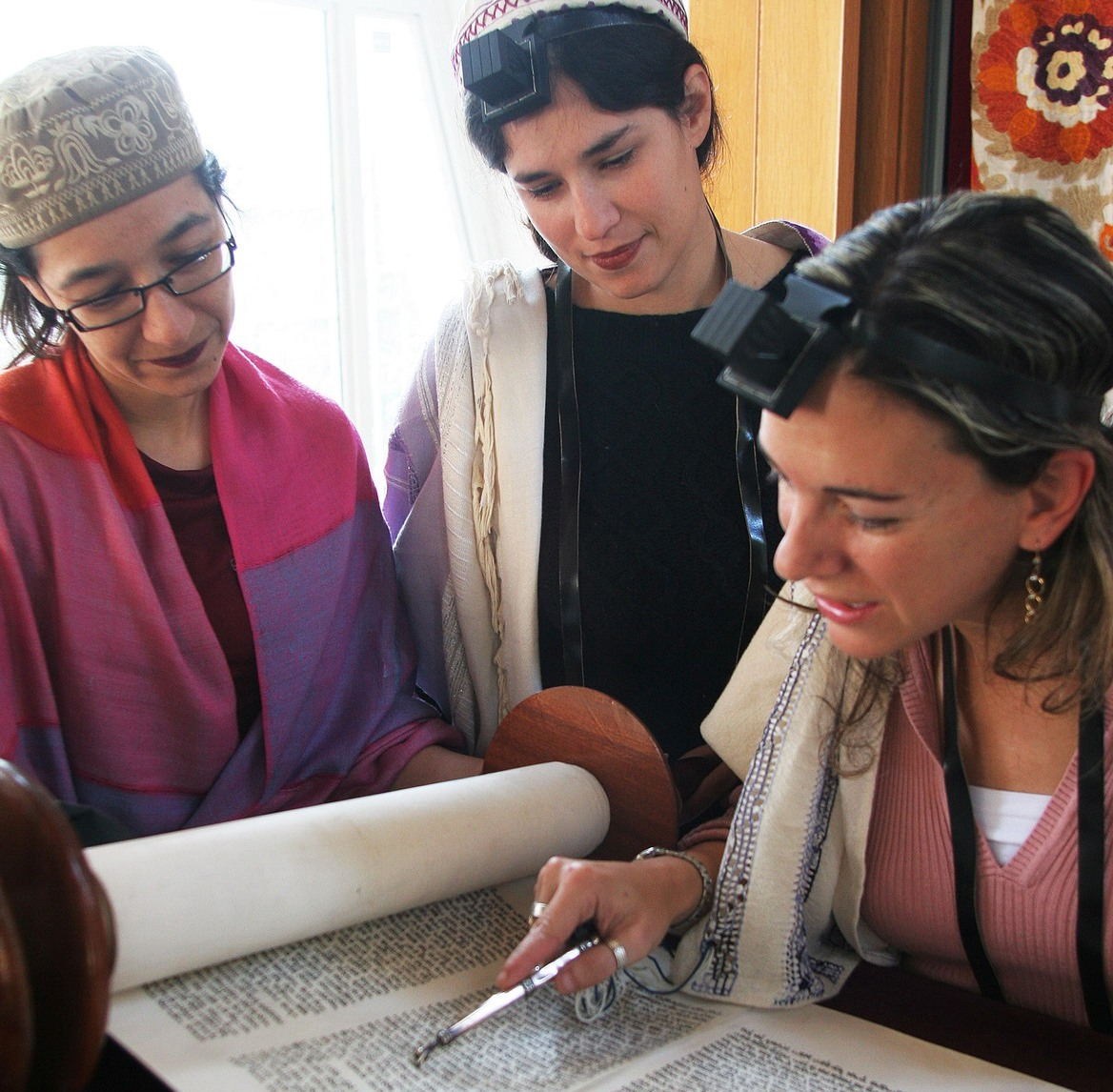
Mujeres rabinas del movimiento conservador leen la santa Torá.

Las mujeres rabinas son mujeres judías que han estudiado la ley judía y han recibido la ordenación rabínica. En la década de 1930 se ordenó oficialmente la primera mujer rabina de los tiempos modernos. Regina Jonas fue ordenada en Berlín en 1935. Jonas fue asesinada por los nazis durante el Holocausto y su existencia fue prácticamente desconocida en las décadas posteriores a la Segunda Guerra Mundial. A partir de finales de la década de 1960 y principios de la de 1970, los esfuerzos por cambiar el statu quo de las mujeres empezaron a ganar impulso y apoyo institucional. La Federación Nacional de Hermandades de Templo, dirigida por Jane Evans, hizo campaña pública a favor del reconocimiento de las mujeres rabinas. Desde la década de 1970, más de 1.200 mujeres judías han sido ordenadas rabinas.
La situación de las mujeres rabinas en el judaísmo ortodoxo es más compleja. Aunque las mujeres ortodoxas han sido ordenadas rabinas, muchas de las principales comunidades e instituciones judías ortodoxas no aceptan el cambio. En un enfoque alternativo, algunas instituciones judías ortodoxas forman a mujeres como eruditas de la Torá para diversas funciones de liderazgo religioso judío. Estas funciones suelen implicar la formación de mujeres como autoridades religiosas en la ley judía, pero sin la ordenación rabínica formal, sino que se utilizan títulos alternativos.

## En la Biblia y el Talmud

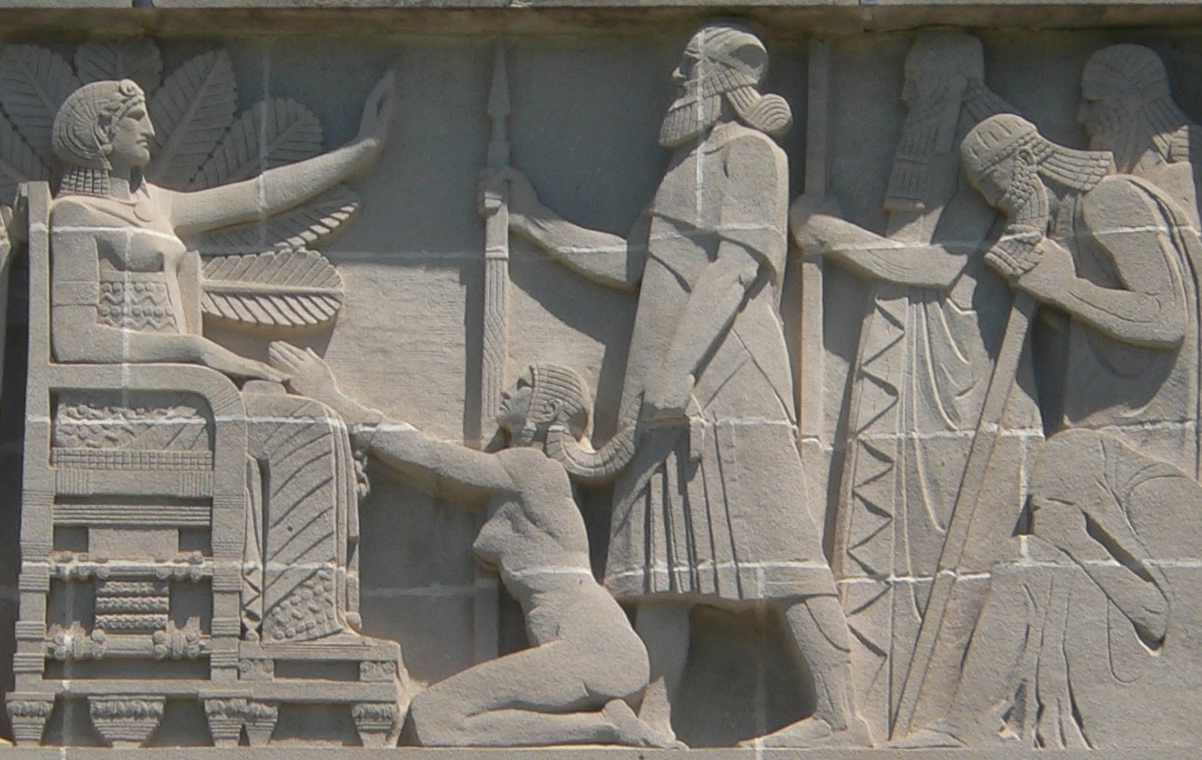
Mural que representa a Débora sirviendo como juez

Esta visión de las antiguas mujeres hebreas parece cambiar en los últimos libros de la Biblia. La figura bíblica de Débora, la profetisa, se describe como juez (Jueces 4-5). Según algunas fuentes rabínicas tradicionales, la función judicial de Débora se refería principalmente a la ley religiosa. Así, según este punto de vista, Débora fue la primera autoridad legal religiosa femenina del judaísmo, equivalente a la función rabínica contemporánea de posek (decisor rabínico de la ley judía). Otras fuentes rabínicas entienden la historia bíblica de Débora en el sentido de que su papel era sólo el de una líder nacional y no el de una autoridad legal.
En las leyendas talmúdicas, las mujeres suelen quedar excluidas del proyecto de interpretación rabínica y de la toma de decisiones jurídicas. Sin embargo, la figura talmúdica de Bruriah (esposa de Rabí Meir) se describe como participante en los debates jurídicos judíos, desafiando a los rabinos de la época. Además de Bruriah, otra mujer talmúdica, Yalta (esposa de Rav Najman e hija del Exilarca) destaca por su erudición.

## Época moderna
La posibilidad de que las mujeres rabinas fueran aceptadas por la mayoría comenzó a finales del siglo XIX. Un informe de 1871 sobre los comienzos de la carrera de Susanna Rubinstein señalaba su erudición como indicio de la posibilidad de que hubiera mujeres rabinas. En el Congreso de Mujeres Judías de 1893, algunas oradoras pidieron que las mujeres fueran ordenadas rabinas. Durante la década de 1890, una joven que vivía en la frontera estadounidense llamada Ray Frank asumió un papel de liderazgo religioso, pronunciando sermones, dando conferencias públicas y leyendo las escrituras. La prensa judía estadounidense se refirió a ella como una mujer rabina, pero al parecer evitó reclamar tal título. En 1904, el Consejo Nacional de Mujeres Judías de Nueva York anunció que Henrietta Szold realizaría estudios rabínicos, pero que no recibiría ningún diploma al finalizarlos. En 1908, la Sra. Anna G. Abelson de Akron, Ohio, asumió el papel de rabina en ausencia de su marido.
En 1920, Martha Neumark fue admitida en el Hebrew Union College (HUC) del judaísmo reformista. También se dice que dirigió servicios en una congregación de Frankfort, Míchigan. Su ingreso en el programa rabínico del HUC dio lugar a una resolución de 1922 de la Conferencia Central de Rabinos Americanos (CCAR) que permitía la ordenación de mujeres; sin embargo, en 1923, el consejo de administración del Hebrew Union College votó a favor de prohibir la ordenación de mujeres. Neumark se retiró del programa rabínico tras completar siete de los nueve años exigidos para la finalización del mismo.
Sally Priesand se convierte en la primera mujer rabina ordenada formalmente en el judaísmo reformista en 1972. Desde entonces, el Hebrew Union College del judaísmo reformista ha ordenado a cientos de mujeres rabinas.

## Televisión y cine
Las rabinas aparecen en varios programas de televisión, entre ellos:
- Transparente (2014-2017) — en el programa y en la película posterior de 2019, Kathryn Hahn interpreta el papel de la rabina Raquel Fein. Fein es un personaje notable en la serie que se describe como una persona completa cuyo trabajo, como escribir un sermón para Pésaj mientras camina por el bosque, se relaciona con las experiencias de rabinas de la vida real.[29][30]

## Galería de imágenes
Primeros recortes de prensa sobre futuras mujeres rabinas
|                                                                      |
| Artículo de 1871 sobre la posibilidad de que hubiera mujeres rabinas |

| |
| Artículo de prensa de 1875 sobre una estudiante del Hebrew Union College y su potencial como rabina |

|                                                                                   |
| Artículo de 1893 en el que se describe a Ray Frank como la "primera mujer rabina" |

| |
| Artículo de prensa de 1893 en el que se describe a Lena Aronsohn, de Luisiana, que planeaba convertirse en "una señora rabina" |

| |
| Artículo de prensa de 1897 en el que se describe a Hannah G. Solomon como la "primera mujer rabina" |

| |
| Artículo de prensa de 1904 en el que se describe la intención de Henrietta Szold de cursar estudios rabínicos sin ordenación |

| |
| Artículo de prensa de 1908 en el que se describe cómo Anna Abelson asumió el papel de rabina en ausencia de su marido. |

| |
| Artículo de 1920 en el que se describe a Martha Neumark como la primera estudiante rabínica estadounidense. |